# Rood dooiermos
Rood dooiermos (Rusavskia elegans) is een korstmossoort uit de familie Teloschistaceae. Het komt voor op basische, stenige substraten en leeft in symbiose met de alg Trebouxioid.

## Kenmerken
Rood dooiermos is een placodioid of bladvormig korstmos dat opvalt door de feloranje tot rode pigmentatie. De thalluslobben zijn radiaal uitgelijnd en langwerpig. Ze zijn meer dan 10 millimeter lang en tot één millimeter breed. De apotheciën zijn vaak geconcentreerd in het midden. Ze hebben dezelfde kleur als het thallus.

## Verspreiding
Rood dooiermos is in Nederland een vrij algemene soort. Het is niet bedreigd en staat niet op de rode lijst.